# Mahomet der Prophet

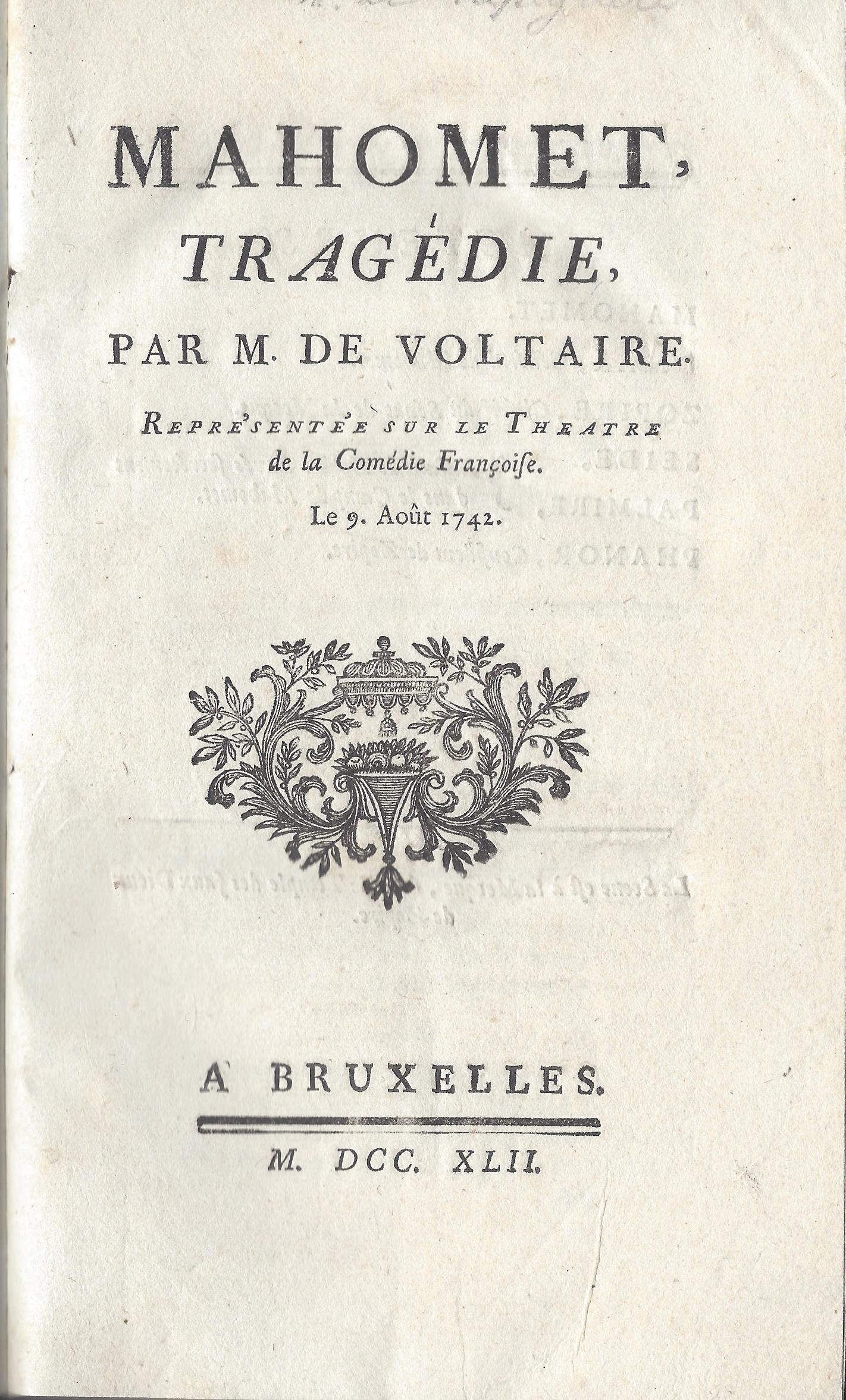
Mahomet, erster Raubdruck, Brüssel (recte Frankreich) 1742

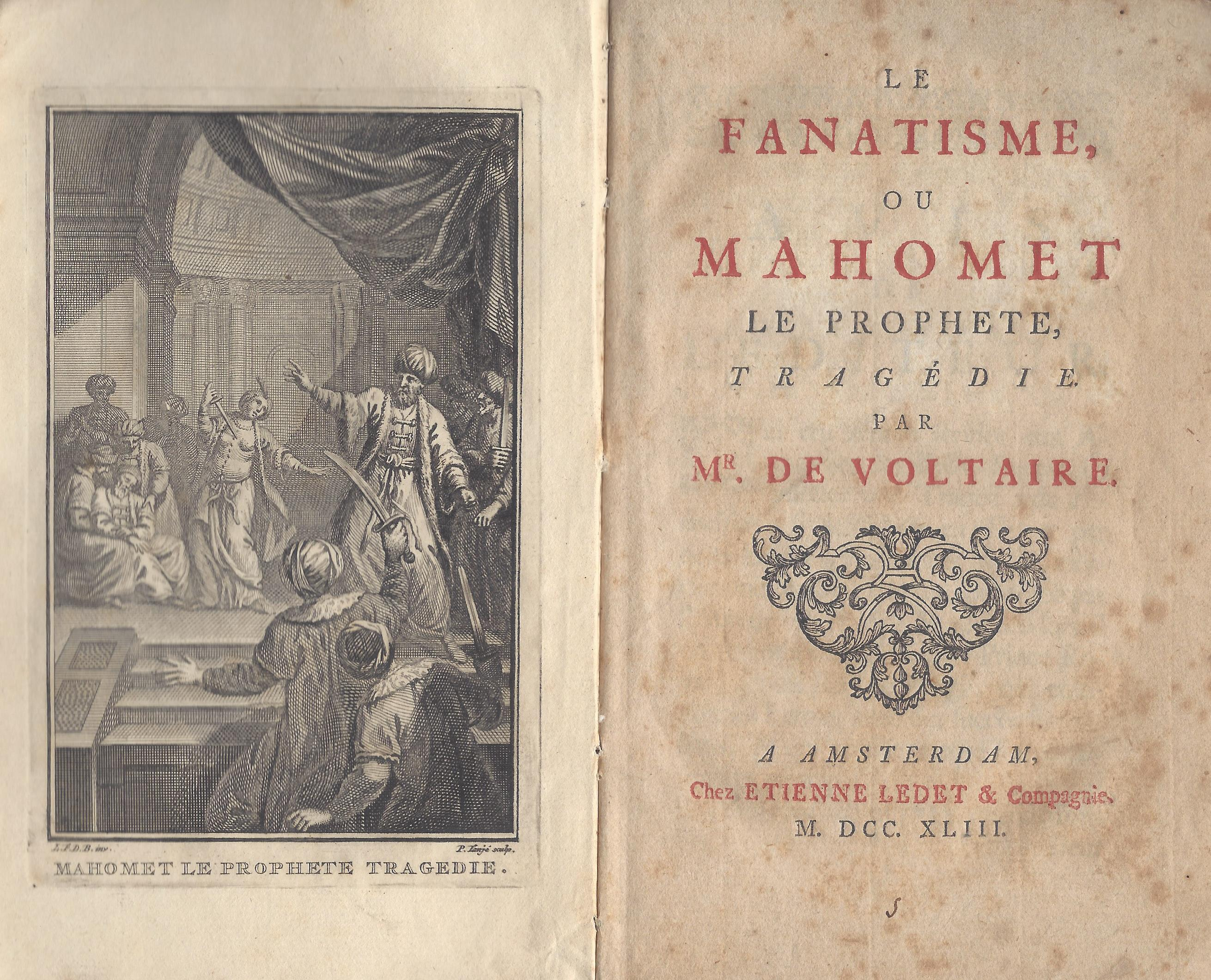
Mahomet, erste autorisierte Ausgabe, Ledet, Amsterdam 1743

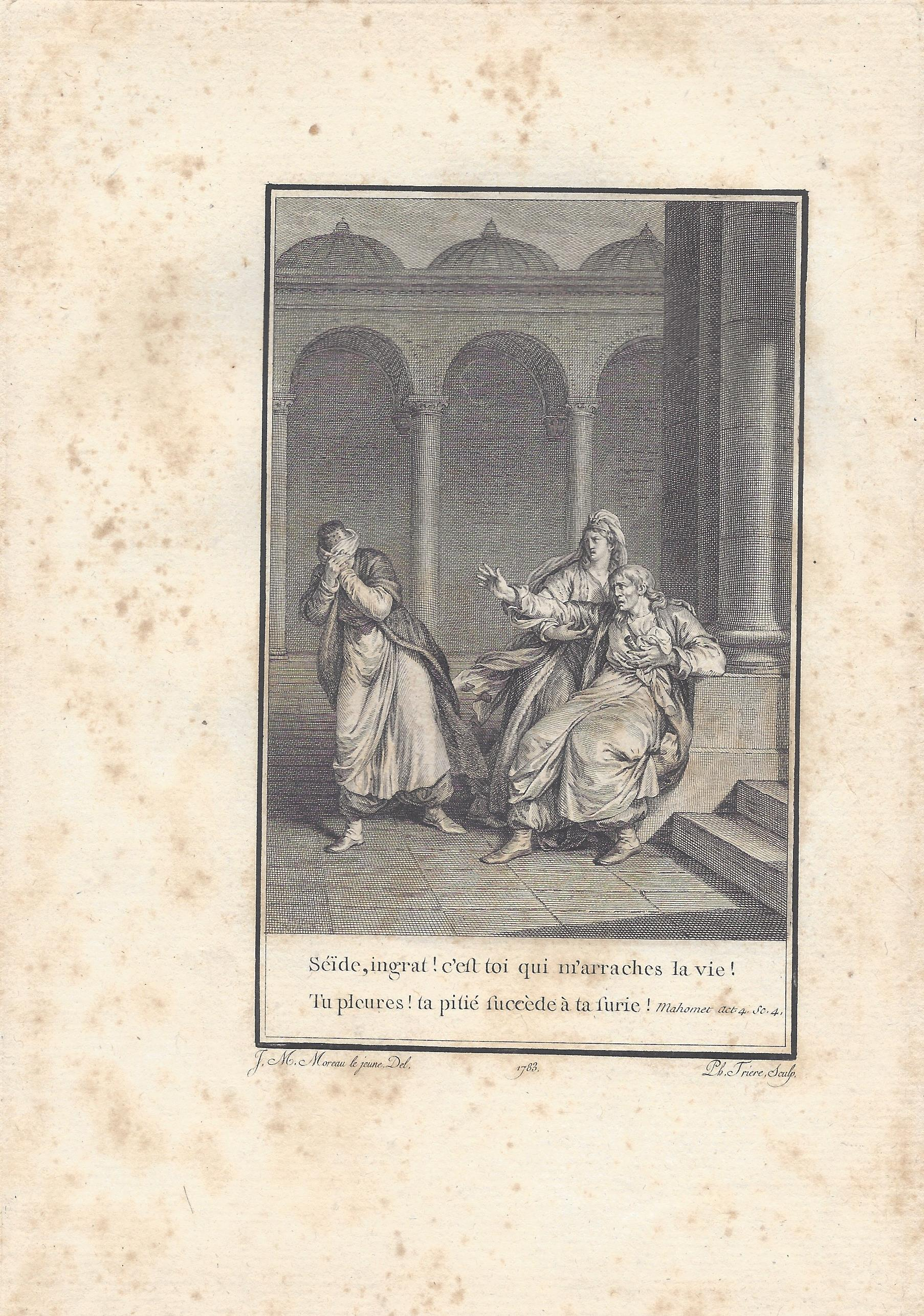
Jean-Michel Moreau: Illustration zum Mahomet 1784

Le fanatisme ou Mahomet le Prophète, deutsch Mahomet der Prophet, ist eine Verstragödie in fünf Akten des französischen Schriftstellers und Philosophen Voltaire.
Voltaires Mahomet ist eine von den Ideen der Aufklärung geprägte, poetische Stellungnahme gegen religiösen Fanatismus und gegen Heuchelei und Willkür der Mächtigen. Das Stück reiht sich ein in eine Reihe literarischer Werke, in denen Voltaire gegen Fanatismus, religiöse Borniertheit und gegen geistige Intoleranz zu Felde zieht.
Voltaires Bild des Propheten Mohammed entspricht Vorstellungen, die auch von anderen Vertretern der französischen Aufklärung wie Pierre Bayle vertreten wurden.

## Geschichte
Die Tragödie Mahomet wurde am 10. April 1741 in Lille uraufgeführt. Nach drei weiteren Aufführungen in Paris an der Comédie-Française zog Voltaire das Stück trotz großen Publikumserfolgs zurück, um einem gerichtlichen Verbot zuvorzukommen. Nach heftigen Interventionen des kirchlichen Zensors Crébillon und der Jansenisten wurde Mahomet auf Anordnung des Generalstaatsanwaltes Kardinal Joly de Fleury (1718–1802) vom 13. August 1742 vom Spielplan genommen. Fleury war von den Reaktionen des Publikums aufs äußerste beunruhigt. Er begründete die Zensur damit, dass das Stück eine Ungeheuerlichkeit voller Schändlichkeiten, Ruchlosigkeiten, Unglauben und Gottlosigkeit sei.
In einem Brief aus dem Jahr 1742 an den hugenottischen Theologen César de Missy (1703–1775), zu jener Zeit geistlicher Berater von König Georg III. in London, erläutert Voltaire sein Stück als eine indirekte Anspielung auf den Dominikaner Jacques Clément, den Mörder des französischen Königs Heinrich III.
1745 schickte Voltaire sein Stück mit einer Widmung an Papst Benedikt XIV., der ihm als Dank zwei Medaillen mit seinem Porträt zukommen ließ. Dessen ungeachtet blieb Mahomet in Frankreich bis 1751 verboten.

## Inhalt
1. Akt
Mahomet, wegen eines Umsturzversuchs vom Sherif Sopir aus Mekka verbannt, ist nach der Eroberung fast ganz Arabiens vor Mekka angekommen. Sopir und Mahomet haben noch Rechnungen offen: Sopir hatte Mahomets einzigen Sohn getötet und dieser hatte mutmaßlich Sopirs Frau und seine Kinder umgebracht. Bei Mahomet lebt die junge Palmire, die er aus dem Hause Sopirs entführt hatte, und die ihn wie einen Vater liebt. Sie ist in Séide, einen Sklaven Mahomets, verliebt.
Sopir verhandelt mit Omar, einem Heerführer des Propheten, über Bedingungen eines Friedensschlusses. Falls Sopir sich zu den Lehren Mahomets bekehrt und ihm folgt, will dieser die Kriegsbeute mit ihm teilen, und sein Sklave Séide soll ihm als Geisel übergeben werden. Doch Sopir lehnt ab.
2. Akt
Mahomet gesteht Omar, dass er in Palmire verliebt ist und ihn die Liebe zwischen Séide und Palmire mit rasender Eifersucht erfüllt. Er eröffnet Omar, dass Séide und Palmire die totgeglaubten Kinder des Sherifs sind.
In einem offenen Gespräch mit Sopir legt Mahomet seine Strategie dar. Er will die im Volk verbreiteten Mythen und Legenden für seine Ziele einsetzen: Lass uns der Erde Wahn getrost bemühen; ich fühle mich zu ihrem Herrn bestimmt (II,4). Er sieht für sich die historische Chance eines Weltreichs nach den Gesetzen des Koran, da alle bisherigen Reiche mit ihren Göttern untergegangen sind. Er entwickelt die Vision einer neuen Welt, fühlt sich berufen, Arabien zu neuer Größe zu führen. Die falschen Götter stürz ich, neuer Gottesdienst, die erste Stufe meiner Größe, lockt die Herzen an; Meine Lehre … macht unerschütterlich, und mein Gesetz erschafft sich Helden. (II,5).
Sopir lehnt das Angebot Mahomets ab. Dieser eröffnet ihm jetzt, dass seine Kinder noch leben, und macht dem Sherif von Mekka ein zweites Angebot: Er wird Sopir seine Kinder zurückgeben, wenn er auf die Seite Mahomets überwechselt und ihm, dem Propheten, dient. Doch für Sopir gibt es keine Wahl, er wird das Wohl seines Landes nicht seinen persönlichen Wünschen opfern.
3. Akt
Mahomet beauftragt Séide – der nicht weiß, dass er seinen Vater töten wird –, Sopir umzubringen und verspricht ihm zum Lohn Palmire: Befolge blind die göttlichen Befehle…. Mit eines Ungerechten Blut bespritzt gehst Du in's ewige Leben herrlich ein (III,5).
4. Akt
Mahomet und Omar vereinbaren, dass Séide – Mitwisser und Nebenbuhler – nach der Tat ermordet wird. Unterdessen gerät Séide in einen schweren Gewissenskonflikt, da er Sopir schätzt und sich zu ihm hingezogen fühlt. Er fragt sich: Ist das ein Gott, der Hass befiehlt? und Doch mein verwirrter Geist begreift noch nicht, wie dieser gute Gott, der Menschen Vater, zum Meuchelmorde mich bestimmen kann. (IV,3)
Er weiht Palmire in die bevorstehende Tat ein und sticht anschließend Sopir nieder in der Überzeugung, dem Himmel zu dienen. Der Sterbende bestätigt Séide und Palmire, ihr Vater zu sein und damit auch, dass beide Geschwister sind.
5. Akt
Unter Mahomets Anhängern wird der plötzliche Tod des Sherifs zunächst als Wunder gedeutet. Doch jetzt scheint sich das Schicksal des Propheten zu wenden, da sich die wahren Motive des Mordes in Windeseile unter dem Volk verbreiten. Als Séide den Propheten erdolchen will, beginnt ein ihm verabreichtes Gift zu wirken und er ist unfähig, den Arm gegen ihn zu erheben. Er stirbt an dem Gift. Auch das wird als Strafe Gottes, als Lohn des Aufruhrs gegen Gottgesandte (V,4) propagiert. Verzweifelt über den Tod des Vaters und des geliebten Bruders wirft sich Palmire auf Séides Dolch mit den Worten: Die Welt ist für Tyrannen, lebe du! (V,6) Mahomet erkennt am Ende, dass er selbst der Gestrafte ist.

## Ausgaben
- Mahomet, tragédie par M. de Voltaire. Représentée sur le théatre de la Comedie-Francoise, le 9 aout 1742. À Bruxelles, 1742 (Frankreich, unbekannter Drucker)
  - 8°; 72 S. (BN Nr. 1004)
  - 8°; 78 S. (BN Nr. 1005)
  - 8°; 72 S. (BN Nr. 1006)
  - 8°; II, 70 S. (Bestermann, 46)
- Mahomet, tragédie par M. de Voltaire. Représentée sur le théatre de la Comedie-Francoise, le 9 aout 1742. [Paris] 1742 (Frankreich, unbekannter Drucker), 8°; 89 S. (BN Nr. 1008)
- Mahomet, tragédie par M. de Voltaire. Représentée sur le théatre de la Comedie-Francoise, le 9 aout 1742. [Rouen] 1742 (Frankreich, unbekannter Drucker), 8°; 89 S. (BN Nr. 1009)
- Le Fanatisme ou Mahomet le prophète, tragédie par M. de Voltaire. À Amsterdam, chez Étienne Ledet et Compagnie, 1743, 8°; XXII, 112 S. (BN Nr. 1010)
- Le Fanatisme ou Mahomet le prophète, tragédie par M. de Voltaire. À Amsterdam, chez Jaques Désbordes, 1743, 8°; XXII, 112 S.
- Mahomet, tragédie par M. de Voltaire. Représentée sur le théatre de la Comedie-Francoise, le 9 aout 1742. À Amsterdam, 1743, 8°; 76 S.
- Mahomet. Paris 1788
- Mahomet ou le Fanatisme. Le Temps singulier, Nantes 1979 (mit einem Vorwort von Emil Cioran)

deutsch
- Die Schwärmerey, oder Mahomet der Prophet. Anonyme Übersetzung. Braunschweig 1748
- Mahomet der Lügenprophet. Anonyme Übersetzung. Wien 1749
- Mahomet der Prophet. Übersetzt von Johann Friedrich Löwen. Leipzig 1768
- Mahomet. Übersetzt und bearbeitet von Johann Wolfgang von Goethe. Cotta, Tübingen 1802; Reclam, Leipzig 1905
- Der Fanatismus oder Mohammed. Übersetzt von Tobias Roth. Verlag Das Kulturelle Gedächtnis; Berlin 2017

## Text online
- Le Fanatisme, ou Mahomet le prophète auf Französisch im Projekt Gallica der BNF
- Le Fanatisme, ou Mahomet le prophète auf Französisch bei Wikisource
- Goethe: Mahomet. Trauerspiel in fünf Aufzügen nach Voltaire. Cotta, 1802 (Goethes Übersetzung in der Google-Buchsuche).
- Goethe: Mahomet. Trauerspiel in fünf Aufzügen, nach Voltaire im Projekt Gutenberg-DE